# Jan van Hoofmonument
Het Jan van Hoofmonument is een monument in Nijmegen ter herinnering aan verzetsstrijder Jan van Hoof en het Nijmeegs verzet in het algemeen. Het wordt ook wel Verzetsmonument of De vaandeldrager genoemd.

## Achtergrond
De student Jan van Hoof (1922-1944) was een van de Nijmegenaren die tijdens de Tweede Wereldoorlog actief was in het verzet. Tijdens Operatie Market Garden maakte hij op 18 september 1944 explosieven onklaar die door de Duitsers waren aangebracht bij de Waalbrug en de spoorbrug. Hij wordt daarom wel beschouwd als 'redder van de Waalbrug'. Een dag later werd Van Hoof op de Nieuwe Markt opgepakt, mishandeld en ter plekke om het leven gebracht. Aan de Lent-zijde van de Waalbrug werd op 18 september 1945 een door Jac Maris gemaakt gedenksteen onthuld, die herinnert aan Van Hoof. Op de plek waar hij overleed werd een tegel in het trottoir geplaatst.
Oprichting van een monument
Eind september 1945 werd de Jan van Hoof-stichting gevormd om te komen tot de oprichting van een monument. Vanuit het hele land werden giften ontvangen. Door een langlopend onderzoek naar wat er daadwerkelijk had plaatsgevonden, staakte de stichting haar activiteiten enige tijd. Na de uitspraak in 1952 werd het plan weer opgepakt en werden zeven beeldhouwers uitgenodigd een ontwerp te maken, onder wie Jac Maris, Albert Meertens, Peter Roovers, Charles Vos en Mari Andriessen. Via Andriessen kwam men terecht bij Marius van Beek. Van Beek woonde in Amsterdam, nadat hij in 1943 zelf Nijmegen moest ontvluchten. Hij was daar actief geweest in het verzet en bevriend met Jan van Hoof. Van Beek ontwierp een beeld van een rennende jongeman met gehavende vlag, die omkijkt naar de Waalbrug, daarmee verwijzend naar de verzetsstrijder. Het moet echter niet gezien worden als een standbeeld van Van Hoof.
Het monument werd op 17 september 1954 onthuld door minister Louis Beel, in aanwezigheid van onder anderen burgemeester Charles Hustinx, commissaris der koningin jhr. Quarles van Ufford, viceadmiraal Nico Rost van Tonningen en de ambassadeurs van Engeland, Canada en Amerika. Beel haalde in zijn toespraak aan dat het monument is gewijd aan de nagedachtenis van alle gevallen verzetsstrijders, niet alleen Jan van Hoof, maar ook de mensen van wie de namen verborgen zullen blijven. Na de onthulling werd het monument door de heer De Fraiture, voorzitter van de Jan van Hoof-stichting, aangeboden aan de gemeente en door de burgemeester in dank aanvaard. Omdat het bronzen beeld nog niet klaar was, stond er bij de onthulling een geverfd gipsmodel. Het beeld werd in brons gegoten bij Binder in Haarlem.
Het monument stond aanvankelijk dichter bij de Waalbrug, maar werd verplaatst bij de herinrichting van het Keizer Traianusplein. Tijdens de jaarlijkse dodenherdenking worden bloemen en kransen bij het monument gelegd.

## Beschrijving

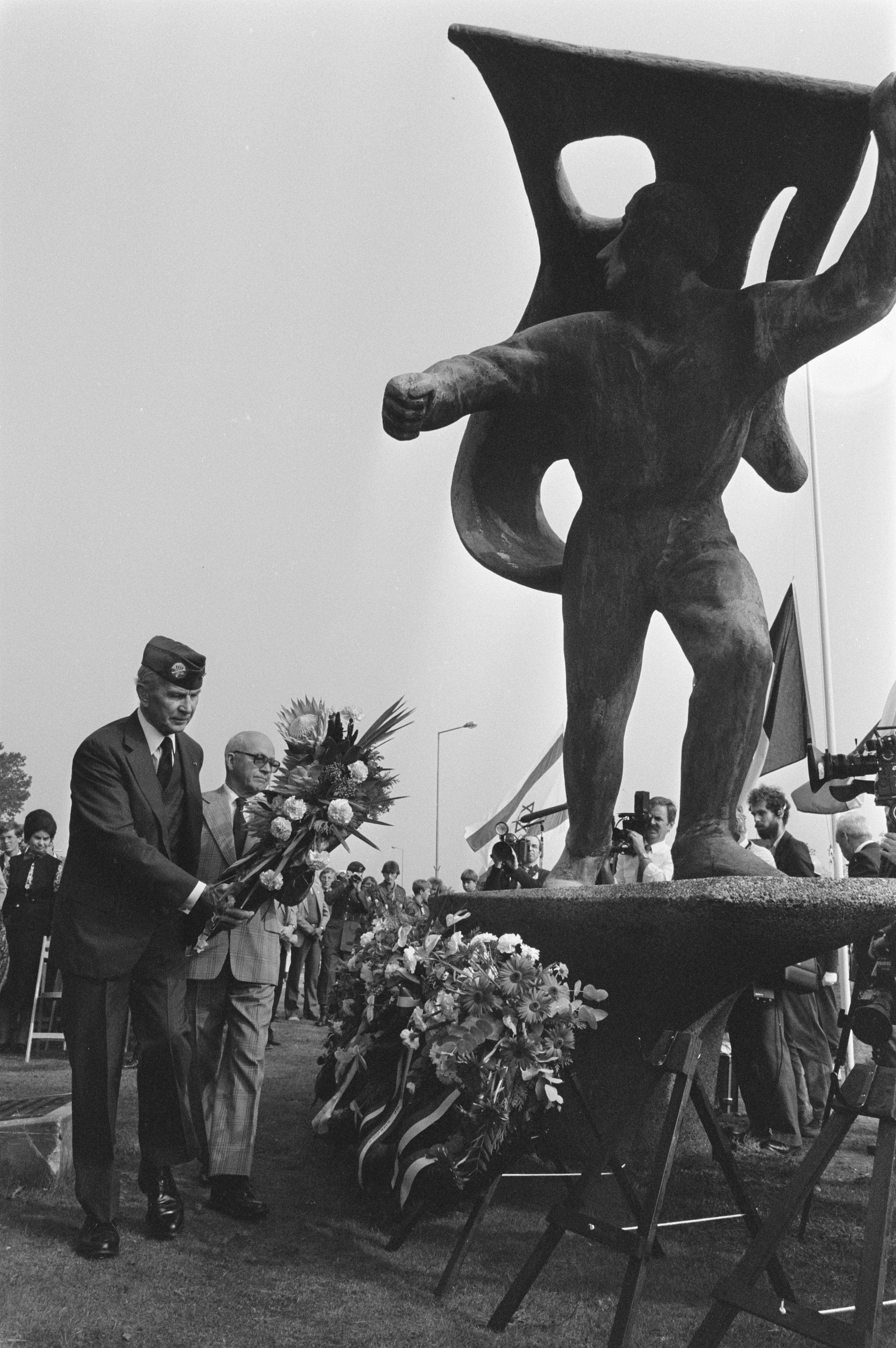
Kranslegging in 1984

Het monument bestaat uit een bronzen mannenfiguur die als het ware in de richting van de stad Nijmegen loopt, daarbij omkijkend naar de Waalbrug achter hem. De man draagt een gehavende vlag.
Het beeld staat op een betonnen sokkel, symbool voor de pijlers van de brug. Aan de voet is een plaquette geplaatst met het opschrift: 

IN DIT MONUMENT
EREN WIJ ALLEN DIE
MET JAN VAN HOOF
IN HET VERZET VIELEN
VOOR DE BEVRIJDING 
VAN NIJMEGEN
1940 - 1945